# Бурченков, Сергей Николаевич
Серге́й Никола́евич Бу́рченков (род. 24 июля 1977, Москва, СССР) — российский футболист, полузащитник и защитник.

## Карьера

### Клубная
Воспитанник СДЮШОР московского «Торпедо», первый тренер — Николай Николаевич Сенюков. В Высшей лиге за «Торпедо» выступал в 1996—2000 годах, сыграл 70 матчей забил 1 мяч. В 1994—2000 годах провёл 133 игры за фарм-клуб в Третьей и Второй лигах. В 2001 году перешёл в «Уралан», с которым вернулся в элитный дивизион. В 2004 году подписал контракт с клубом «Орёл». В 2006 году пополнил ряды курского «Авангарда». В 2008 году защищал цвета клуба «Динамо-Воронеж». Завершил карьеру в 2009 году во владимирском «Торпедо».

### В сборной
В 1998—1999 годах сыграл 8 матчей за молодёжную сборную России в отборочном цикле к Олимпийским играм 2000 года, был капитаном команды.

## Достижения
- Бронзовый призёр чемпионата России: 2000
- Серебряный призёр Первого дивизиона: 2001
- Серебряный призёр зоны «Запад» Второго дивизиона: 2009